# عایشه (ترانه)

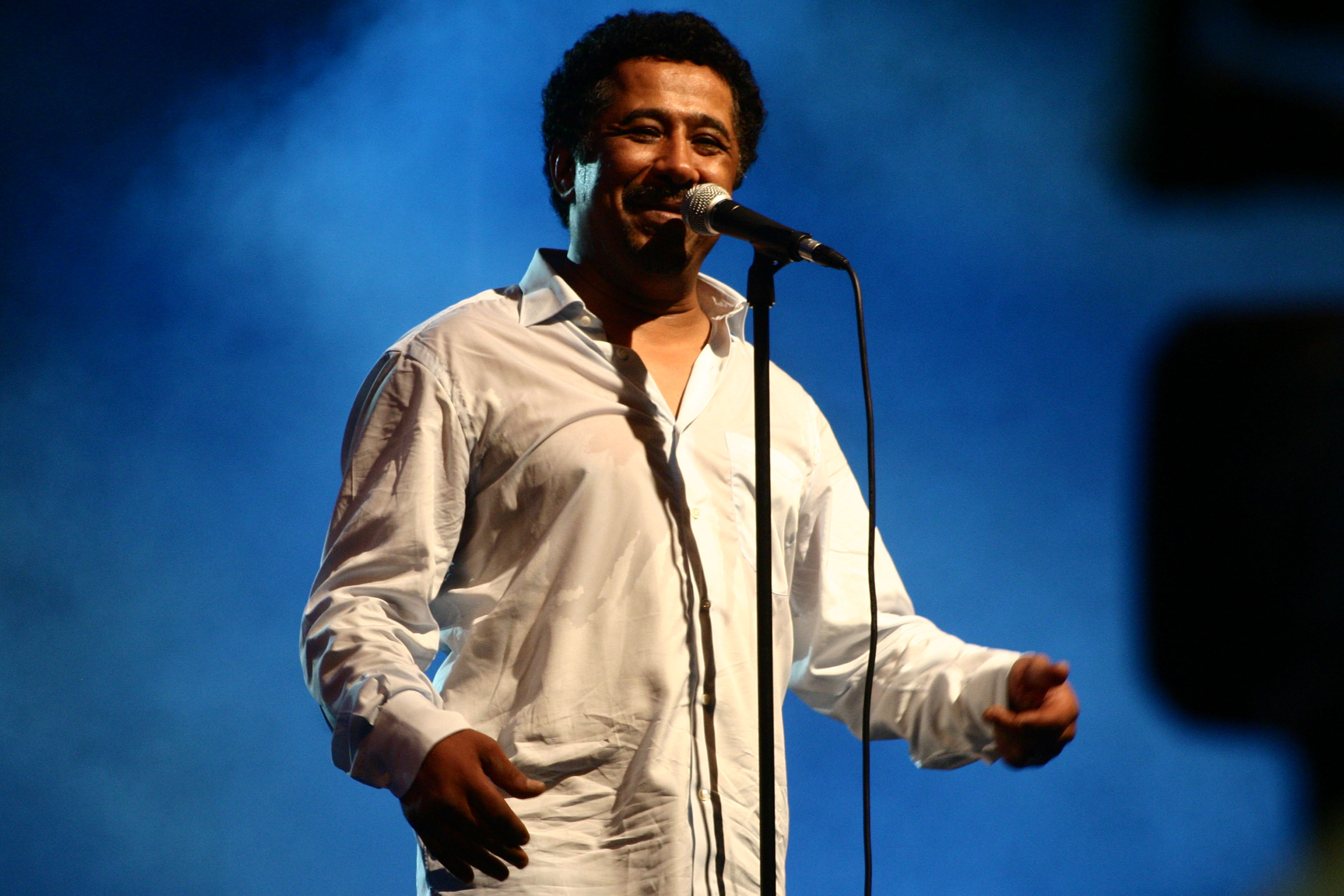
شاعر و خواننده فرانسوی ژان-ژاک گلدمن

«عایشه» (به فرانسوی: Aïcha) نام آهنگی است که توسط شاعر و خواننده فرانسوی ژان-ژاک گلدمن نوشته شده است. عنوان عایشه در اینجا اشاره دارد به نام زن عربی. نسخه فرانسوی این آهنگ هرگز در آلبومی منتشر نشد. اما نسخه دو زبانه این آهنگ توسط خواننده الجزایری خالد در سال ۱۹۹۶ در آلبوم صحرا منتشر شد. متن قسمت‌های عربی این آهنگ توسط خالد نوشته شده است. موزیک ویدئو این آهنگ خالد را سارا مون کارگردانی کرده است.